# Eleccions parlamentàries ruandeses de 2008
Les eleccions parlamentàries ruandeses de 2008 es van celebrar a Ruanda del 15 al 18 de setembre de 2008. Les eleccions foren boicotejades per l'oposició, i va donar com a resultat una victòria per al governant Front Patriòtic Ruandès (FPR), que va guanyar 42 dels 53 escons elegibles. Les eleccions també van produir el primer parlament nacional del món amb majoria femenina.

## Sistema electoral
Els 80 membres de la Cambra de Diputats de Ruanda consistien en 53 membres elegits directament per representació proporcional en un districte nacional únic, 24 dones elegides per col·legis electorals i tres membres escollits per mini-comitès, dos dels quals representaven a joves i un representat a persones amb discapacitat.

## Campanya
La campanya per a les eleccions va començar el 25 d'agost de 2008. El dia va estar marcat per una marxa d'uns 2.000 seguidors del FPR a través de Kigali.
El FPR va reunir una coalició que incloïa sis partits més petits: el Partit Democràtic Ideal (PDI), el Partit Demòcrata Centrista (PDC), el Partit pel Progrés i la Concòrdia (PSP), la Unió Democràtica del Poble Ruandès (UPDR) i el Partit Socialista Ruandès (PSR). A part de la coalició FPR, només van participar dues altres parts les eleccions; el Partit Socialdemòcrata i el Partit Liberal. Atès que tots dos també van recolzar al president Paul Kagame, no hi va haver participació de l'oposició, ja que es van quedar a l'exili. A més dels partits polítics, un sol candidat independent, J.M.V. Harelimana, es va presentar a les eleccions.
La coalició d'oposició Forces Democràtiques Unificades de Ruanda, amb base a Bèlgica, va dir que el FPR va dir que el FPR tenia un control total de la maquinària estatal i el procés electoral, fent que l'elecció fos una mera "cortina de fum".

## Conducta
La UE va enviar una missió d'observació, així com la Commonwealth de Nacions, la Unió Africana, COMESA, i l'Assemblea legislativa d'Àfrica Oriental.
La fase directa de la votació de 53 escons es va produir el 15 de setembre. La votació va ser de les 6:00 a les 15:00 hores. Kagame va votar al districte Nyarugenge de Kigali, i va dir en aquesta ocasió que la gent i les parts necessitaven "treballar junts per al desenvolupament nacional". La fase indirecta de la votació per 27 seients va començar el 16 de setembre i va acabar el 18 de setembre.

## Resultats
Chrysologue Karangwa, cap de la comissió electoral, va anunciar el passat 16 de setembre que el FPR havia obtingut 42 escons, el Partit Socialdemòcrata va obtenir set, i el Partit Liberal en va obtenir quatre.
| Partit                                | Partit                                 | Vots      | %     | Escons | +/– |
| ------------------------------------- | -------------------------------------- | --------- | ----- | ------ | --- |
| Coalició Front Patriòtic              | Front Patriòtic Ruandès                | 3.655.956 | 78,76 | 36     | +3  |
| Coalició Front Patriòtic              | Partit Demòcrata Centrista             | 3.655.956 | 78,76 | 1      | –2  |
| Coalició Front Patriòtic              | Unió Democràtica del Poble Ruandès     | 3.655.956 | 78,76 | 1      | 0   |
| Coalició Front Patriòtic              | Partit Democràtic Ideal                | 3.655.956 | 78,76 | 1      | –1  |
| Coalició Front Patriòtic              | Partit pel Progrés i la Concòrdia      | 3.655.956 | 78,76 | 1      | +1  |
| Coalició Front Patriòtic              | Partit de la Solidaritat i del Progrés | 3.655.956 | 78,76 | 1      | Nou |
| Coalició Front Patriòtic              | Partit Socialista Ruandès              | 3.655.956 | 78,76 | 1      | 0   |
| Partit Socialdemòcrata                | Partit Socialdemòcrata                 | 609.327   | 13,12 | 7      | 0   |
| Partit Liberal                        | Partit Liberal                         | 348.186   | 7,50  | 4      | –2  |
| Independents                          | Independents                           | 27.848    | 0,60  | 0      | 0   |
| Escons reservats                      | Escons reservats                       | –         | –     | 27     | 0   |
| Vots nuls/en blanc                    | Vots nuls/en blanc                     | 56.372    | –     | –      | –   |
| Total                                 | Total                                  | 4.697.689 | 100   | 80     | 0   |
| Votants registrats/participació       | Votants registrats/participació        | 4.752.540 | 98,85 | –      | –   |
| Font: NEC, African Elections Database |                                        |           |       |        |     |

## Conseqüències
Els diputats recentment elegits van jurar el 6 d'octubre, i Rose Mukantabana va ser elegida com a presidenta de la Cambra de Diputats, rebent 70 vots i derrotant Abbas Mukama. Dennis Polisi va ser reelegit com a Primer Vicepresident de la Cambra de Diputats, i Jean Damascene Ntawukuriryayo va ser elegit com a segon vicepresident